# Clonegal
Clonegal (offiziell Clonegall, irisch Cluain na nGall, deutsch: Wiese der Fremden), ist ein Dorf im Südosten der Grafschaft Carlow, Irland. Es befindet sich in der ländlichen Region, direkt am Fluss Derry, der die Grenze zur Grafschaft Wexford bildet. Auf der gegenüberliegenden Seite des Flusses liegt das kleine Örtchen Watch House Village. Die Stadt Carlow liegt etwa 22 Kilometer nordöstlich von Clonegal.

## Demografie
Bei der Volkszählung 2022 hatte Clonegal 249 Einwohner.

## Geschichte
Anzeichen einer antiken Besiedlung des Gebiets sind Ráth, Bullaun-Steine und heilige Quellen in den umliegenden Townlands von Clonegall, Abbeydown und Huntington.

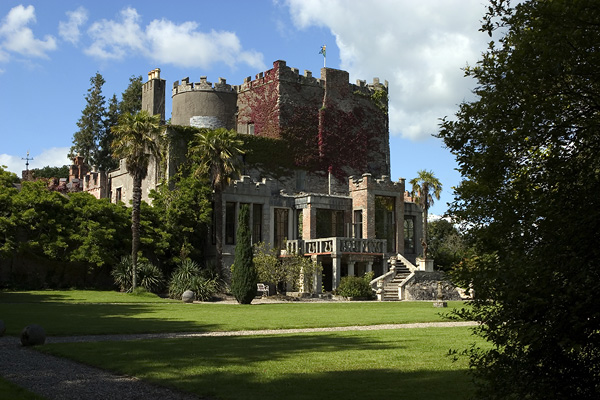
Huntington Castle

Huntington Castle, auch bekannt als Clonegal Castle, ist ein Wohnturm aus dem 17. Jahrhundert in der Nähe vom Dorfzentrum. Erbaut von Laurence Esmonde, 1. Baron Esmonde, an der Stelle eines früheren, möglicherweise aus dem 15. Jahrhundert stammenden, Bauwerks.  Im 18. und 19. Jahrhundert wurde Huntington Castle weiter ausgebaut.
Die St. Fiaac’s Kirche der Church of Ireland in Clonegal, wurde um 1819, auf dem Gelände einer viel älteren Kirche erbaut.
Die örtliche römisch-katholische Kirche, St. Brigid’s, wurde um 1845 erbaut.

## Trivia
2014 und 2015 konnte Clonegal den ersten Preis im Wettbewerb Tidy Towns in der Kategorie Dorf gewinnen.
Der 132 Kilometer lange Fernwanderweg Wicklow Way, der in Dublin beginnt, endet hier.

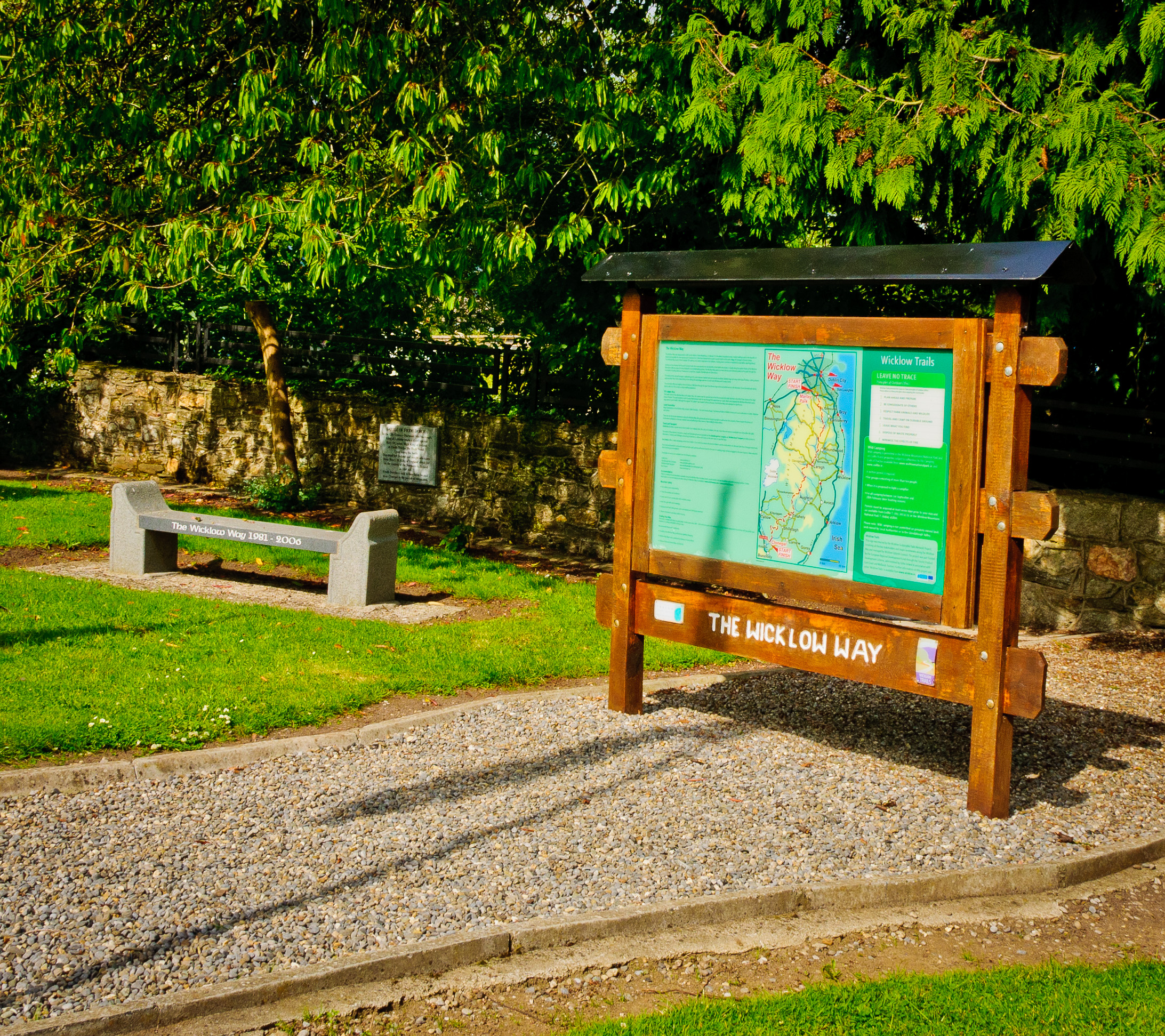
Wicklow Way (South Point)